# Live! (April Wine)
Live! è il primo album dal vivo del gruppo rock canadese April Wine, pubblicato nel 1974.

## Tracce
Tutte le tracce sono state scritte da Myles Goodwyn e Jim Clench, eccetto dove indicato.
1. (Mama) It's True – 6:15
2. Druthers – 4:36
3. Cat's Claw – 5:20
4. I'm on Fire for You Baby (David Elliott) – 4:06
5. The Band Has Just Begun – 3:21
6. Good Fibes (Jerry Mercer) – 4:33
7. Just Like That – 7:16
8. You Could Have Been a Lady (Errol Brown, Tony Wilson) – 3:52

## Formazione
- Myles Goodwyn – voce, chitarra
- Jim Clench – basso, voce (3)
- Jerry Mercer – percussioni, cori
- Gary Moffet – chitarre, cori